# 神林村 (新潟県)

岩船地域における平成の大合併。当村は村上中心部に対し南に位置した。

神林村（かみはやしむら）は、かつて新潟県の北部に存在した村。2008年4月1日に村上市、荒川町、山北町、朝日村と合併し、村上市となった。村上市への通勤率は23.8%（平成17年国勢調査）。

## 地理
村域の西側は平野、東側は山林となっている。
- 河川：荒川

### 隣接していた自治体
- 村上市
- 岩船郡：関川村、荒川町

## 歴史
- 1889年4月1日 - 町村制施行に伴い、岩船郡 平林村、塩谷村、神納村、東神納村、西神納村が成立。
- 1901年11月1日
  - 平林村と塩谷村が合併し、平林村となる。
  - 神納村と東神納村が合併し、神納村となる。
- 1955年1月10日 - 神納村、平林村、西神納村が合併し、神林村が発足。
- 1967年8月28日 - 羽越豪雨により土砂災害が発生。死者・行方不明者18人[2]。
- 2008年4月1日 - 村上市、荒川町、朝日村、山北町と合併し、新たに村上市となった。

## 行政
- 加藤全一（2003年2月10日から）

## 経済

### 産業
稲作（コシヒカリ）のほか、やわ肌ねぎの栽培が盛ん。

#### 漁業
- 荒川漁港[3]

## 教育

### 中学校
合併前時点では以下の2校が設けられていたが、合併後の2019年に両校は統合し「神林中学校」となった。
- 神納中学校
- 平林中学校

### 小学校
- 砂山小学校
- 神納小学校
- 神納東小学校
- 西神納小学校
- 平林小学校

## 交通

### 鉄道路線
- 東日本旅客鉄道（JR東日本）羽越本線
  - 平林駅 - 岩船町駅

### 道路
- 高速道路
  - なし

※村上市との合併後に日本海東北自動車道が開通し、神林岩船港ICが設けられている。
- 一般国道
  - 国道7号、国道290号、国道345号
- 都道府県道
  - 主要地方道

## 名所・旧跡・観光スポット・祭事・催事
- 道の駅神林
- 平林城（国史跡）

神林村立天文台（ポーラースター神林）

- 塩谷のまちなみ - 合併後の2009年度に新潟県の景観づくりモデル地区に指定された[5]。
- お幕場森林公園 - 日本の白砂青松100選に選ばれている。
- 神林村立天文台（ポーラースター神林）

## 出身有名人
- 沼澤茂美 - 天体写真家、天文イラストレーター
- 原幹恵 - タレント、グラビアアイドル、美少女クラブ31のメンバー
- 斎藤洋明 - 政治家、衆議院議員